# Вторые познанские анналы
Вторые познанские анналы лат. Annales Posnanienses II — написанные на латинском языке в нач. XVI в. исторические заметки, связанные главным образом с событиями местной истории города Познань. Сохранились в виде записей на титульном листе изданной в 1489 г. книги Мартина Флака "Manipulus curatorum officia sacerdotum secundam ordinem septem sacramentorom perbreviter complectens", которая, в свою очередь, является частью сборника из нескольких печатных книг изданных в 80-, и 90-е гг. XV в. Из-за плохой сохранности листа, часть текста не читается. Название дано издателем В. Кетржинским, отметившим таким образом внимание их автора к Познани. Охватывают события с 1241 по 1501 гг. В части до XV в. следуют Хронике Янко из Чарнкува, для XV и XV вв. содержат оригинальные сведения, внесённые, по всей видимости, авторами этих заметок как очевидцам и свидетелями.

## Издания
- Annales Posnanienses II / ed. Dr. Wojciech Ketrzynski // MPH, T. V, Lwow, 1888, p. 882-884[2].

## Переводы на русский язык
- Вторые познанские анналы Архивная копия от 11 октября 2011 на Wayback Machine в переводе А. С. Досаева на сайте Восточная литература